# Białoruska Socjalistyczna Hromada
Białoruska Socjalistyczna Hromada (biał. Беларуская Сацыялістычная Грамада, Biełaruskaja Sacyjalistycznaja Hramada) – białoruska partia polityczna powstała w grudniu 1903 z przekształcenia, utworzonej w 1902 Białoruskiej Rewolucyjnej Gromady. Przywódcami partii byli Anton Łuckiewicz, Wiaczesław Adamowicz. Na początku marca 1917 roku po dziesięcioletniej przerwie wznowiła działalność. Początkowo jej działacze postulowali federalizację Rosji i szeroką autonomię dla Białorusi, a po sprzeciwie Rządu Tymczasowego część działaczy przeszła do współpracy z bolszewikami, a druga część w stronę idei narodowych. W październiku 1917 z jej inicjatywy zwołano Wielką Radę Białoruską.
W 1918 roku rozpadła się na trzy odrębne organizacje:
- Białoruską Partię Socjalistów-Rewolucjonistów
- Białoruską Partię Socjaldemokratyczną
- Białoruską Partię Socjalistów-Federalistów